# Yunnanozoon
Yunnanozoon lividum
Genre
Espèce
Yunnanozoon est un genre éteint d'animaux marins chordés ou hémichordés qui a vécu pendant la période du Cambrien inférieur. La seule espèce connue de ce genre, Yunnanozoon lividum, a été découverte dans les schistes de Maotianshan dans la province de Yunnan, en Chine. Il a vécu au Cambrien inférieur, il y a environ entre 520 Ma (millions d'années).

## Étymologie
Le nom de genre est composé de « Yunnan », province du sud-ouest de la Chine où ses fossiles ont été découverts et du mot du grec « ζῷον », « zôion »,  « animal ». Le nom d'espèce est un mot latin, lividum, signifiant « livide » ou « blafard ». Le nom binominal Yunnanozoon lividum donne « animal livide du Yunnan ».

## Description

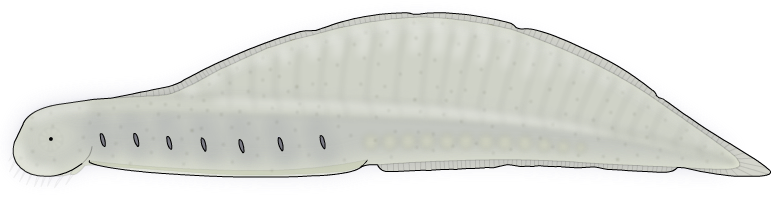
Dessin de Yunnanozoon (en le considérant comme un chordé).

Yunnanozoon est assez semblable au genre Haikouella, qui est certainement un chordé.
Yunannozoon est mal connu car l’on possède peu de renseignements concernant le cœur, les ouïes, etc. bien identifiés chez les spécimens remarquablement préservés de Haikouella. Yunnanozoon ressemble légèrement à Pikaia du Cambrien moyen des schistes de Burgess. 
Yunannozoon possède treize paires de gonades symétriquement disposées ainsi que de possibles fentes d'ouïe. Cependant, quelques auteurs pensent que Yunnanozoon est étroitement lié au chordé Haikouella et que Yunnanozoon est probablement un chordé plutôt qu'un hémichordé.